# 시리아 축구 국가대표팀
시리아 축구 국가대표팀(아랍어: منتخب سُورِيَا لِكُرَّةُ الْقَدَم)은 시리아를 대표하는 축구 국가대표팀으로 시리아 축구 협회에서 관리하고 있다. 아시아 축구 복병으로 불리는 팀들 중 하나로 '붉은 독수리' 라는 별칭으로 알려져 있으며 홈 구장은 아바시인 경기장과 알레포 국제 경기장이다. 하지만 시리아 내전으로 인한 안전 문제가 불거지면서 월드컵 아시아 지역 예선 홈 경기를 제3국에서 치르는 경우가 잦다. 1949년 11월 20일 앙카라에서 열린 튀르키예와의 1950년 FIFA 월드컵 유럽 지역 예선 2조 1라운드에서 국제 A매치 데뷔전을 치렀고 이 경기에서 0-7로 대패한 이후 2라운드에서는 기권을 선언했다.

## 국제 대회 경력

### FIFA 월드컵
2018년 FIFA 월드컵 아시아 지역 최종 예선 10경기에서 3승 4무 3패·A조 3위로 사상 첫 플레이오프 진출에 성공하면서 시리아 축구 역사상 월드컵 아시아 지역 예선 역대 최고 성적을 거두었다.

### AFC 아시안컵
아시안컵 본선에는 7번 출전하여 이 중 2023년 대회에서 1승 1무 1패·B조 3위로 사상 첫 메이저 대회 16강 진출의 대업을 달성했다.

### 아시안 게임
성인대표팀으로 아시안 게임에는 1982년 대회에 유일하게 참가했지만 2무 1패로 조별리그에서 탈락했고 U-23 대표팀으로는 2번 참가하여 이 중 2018년 대회에서 성인대표팀과 U-23 대표팀을 통틀어 사상 첫 아시안 게임 8강 진출의 업적을 이뤄냈다.

### 하계 올림픽
올림픽 축구 본선에는 1980년 대회에 유일하게 출전해서 1무 2패의 초라한 성적으로 조별리그에서 탈락했고 이후 U-23 대표팀으로는 2012년 하계 올림픽 아시아 지역 예선에서 플레이오프까지 진출하며 선전했다.

### WAFF 챔피언십
WAFF 챔피언십에는 8번 출전하여 이 중 2012년 대회에서 우승컵을 들어올렸고 2000년과 2004년 대회에서는 준우승을 차지했으며 2007년과 2008년 대회에서는 3위에 이름을 올렸다.

### FIFA 아랍컵
1963년 초대 대회에 처음으로 참가한 이후 현재까지 이 대회에서만 3번의 준우승(1963년, 1966년, 1988년)을 차지했고 1992년 대회에서는 준결승에 이름을 올리는 등 좋은 성적을 남겼으나 이후의 FIFA 아랍컵 대회에서는 이렇다할 성과를 남기지 못하고 있다.

## 기타 국제 대회 경력
지중해 경기 대회에는 7번 출전하여 자국에서 열린 1987년 대회에서 금메달을 목에 걸었고 초대 대회인 1951년 대회에서는 동메달을 획득했으며 팬아랍 게임에는 8번 참가하여 금메달 1개(1957년), 은메달 2개(1953년, 1997년), 동메달 1개(1976년)를 획득했다.

## FIFA 월드컵
| FIFA 월드컵 본선 기록 | FIFA 월드컵 본선 기록            | FIFA 월드컵 본선 기록            | FIFA 월드컵 본선 기록            | FIFA 월드컵 본선 기록            | FIFA 월드컵 본선 기록            | FIFA 월드컵 본선 기록            | FIFA 월드컵 본선 기록            | FIFA 월드컵 본선 기록            | FIFA 월드컵 본선 기록            | FIFA 월드컵 예선 기록                      | FIFA 월드컵 예선 기록                      | FIFA 월드컵 예선 기록                      | FIFA 월드컵 예선 기록                      | FIFA 월드컵 예선 기록                      | FIFA 월드컵 예선 기록                      | FIFA 월드컵 예선 기록                      |
| 년도                  | 결과                             | 순위                             | 경기                             | 승                               | 무*                              | 패                               | 득점                             | 실점                             | 승점                             | 경기                                       | 승                                         | 무*                                        | 패                                         | 득점                                       | 실점                                       | 승점                                       |
| --------------------- | -------------------------------- | -------------------------------- | -------------------------------- | -------------------------------- | -------------------------------- | -------------------------------- | -------------------------------- | -------------------------------- | -------------------------------- | ------------------------------------------ | ------------------------------------------ | ------------------------------------------ | ------------------------------------------ | ------------------------------------------ | ------------------------------------------ | ------------------------------------------ |
| 1930년                | 비회원국                         | 비회원국                         | 비회원국                         | 비회원국                         | 비회원국                         | 비회원국                         | 비회원국                         | 비회원국                         | 비회원국                         | 비회원국                                   | 비회원국                                   | 비회원국                                   | 비회원국                                   | 비회원국                                   | 비회원국                                   | 비회원국                                   |
| 1934년                | 비회원국                         | 비회원국                         | 비회원국                         | 비회원국                         | 비회원국                         | 비회원국                         | 비회원국                         | 비회원국                         | 비회원국                         | 비회원국                                   | 비회원국                                   | 비회원국                                   | 비회원국                                   | 비회원국                                   | 비회원국                                   | 비회원국                                   |
| 1938년                | 비회원국                         | 비회원국                         | 비회원국                         | 비회원국                         | 비회원국                         | 비회원국                         | 비회원국                         | 비회원국                         | 비회원국                         | 비회원국                                   | 비회원국                                   | 비회원국                                   | 비회원국                                   | 비회원국                                   | 비회원국                                   | 비회원국                                   |
| 1950년                | 예선 도중 기권                   | 예선 도중 기권                   | 예선 도중 기권                   | 예선 도중 기권                   | 예선 도중 기권                   | 예선 도중 기권                   | 예선 도중 기권                   | 예선 도중 기권                   | 예선 도중 기권                   | 1                                          | 0                                          | 0                                          | 1                                          | 0                                          | 7                                          | 0                                          |
| 1954년                | 불참                             | 불참                             | 불참                             | 불참                             | 불참                             | 불참                             | 불참                             | 불참                             | 불참                             | 불참                                       | 불참                                       | 불참                                       | 불참                                       | 불참                                       | 불참                                       | 불참                                       |
| 1958년                | 예선 탈락                        | 예선 탈락                        | 예선 탈락                        | 예선 탈락                        | 예선 탈락                        | 예선 탈락                        | 예선 탈락                        | 예선 탈락                        | 예선 탈락                        | 2                                          | 0                                          | 1                                          | 1                                          | 1                                          | 2                                          | 1                                          |
| 1962년                | 기권 (아랍 연합 공화국으로 참여) | 기권 (아랍 연합 공화국으로 참여) | 기권 (아랍 연합 공화국으로 참여) | 기권 (아랍 연합 공화국으로 참여) | 기권 (아랍 연합 공화국으로 참여) | 기권 (아랍 연합 공화국으로 참여) | 기권 (아랍 연합 공화국으로 참여) | 기권 (아랍 연합 공화국으로 참여) | 기권 (아랍 연합 공화국으로 참여) | 기권                                       | 기권                                       | 기권                                       | 기권                                       | 기권                                       | 기권                                       | 기권                                       |
| 1966년                | 기권 (아랍 연합 공화국으로 참여) | 기권 (아랍 연합 공화국으로 참여) | 기권 (아랍 연합 공화국으로 참여) | 기권 (아랍 연합 공화국으로 참여) | 기권 (아랍 연합 공화국으로 참여) | 기권 (아랍 연합 공화국으로 참여) | 기권 (아랍 연합 공화국으로 참여) | 기권 (아랍 연합 공화국으로 참여) | 기권 (아랍 연합 공화국으로 참여) | 기권                                       | 기권                                       | 기권                                       | 기권                                       | 기권                                       | 기권                                       | 기권                                       |
| 1970년                | 불참                             | 불참                             | 불참                             | 불참                             | 불참                             | 불참                             | 불참                             | 불참                             | 불참                             | 불참                                       | 불참                                       | 불참                                       | 불참                                       | 불참                                       | 불참                                       | 불참                                       |
| 1974년                | 예선 탈락                        | 예선 탈락                        | 예선 탈락                        | 예선 탈락                        | 예선 탈락                        | 예선 탈락                        | 예선 탈락                        | 예선 탈락                        | 예선 탈락                        | 6                                          | 3                                          | 1                                          | 2                                          | 6                                          | 6                                          | 10                                         |
| 1978년                | 예선 탈락                        | 예선 탈락                        | 예선 탈락                        | 예선 탈락                        | 예선 탈락                        | 예선 탈락                        | 예선 탈락                        | 예선 탈락                        | 예선 탈락                        | 4                                          | 1                                          | 0                                          | 3                                          | 2                                          | 6                                          | 3                                          |
| 1982년                | 예선 탈락                        | 예선 탈락                        | 예선 탈락                        | 예선 탈락                        | 예선 탈락                        | 예선 탈락                        | 예선 탈락                        | 예선 탈락                        | 예선 탈락                        | 4                                          | 0                                          | 0                                          | 4                                          | 2                                          | 7                                          | 0                                          |
| 1986년                | 예선 탈락                        | 예선 탈락                        | 예선 탈락                        | 예선 탈락                        | 예선 탈락                        | 예선 탈락                        | 예선 탈락                        | 예선 탈락                        | 예선 탈락                        | 8                                          | 4                                          | 3                                          | 1                                          | 8                                          | 4                                          | 15                                         |
| 1990년                | 예선 탈락                        | 예선 탈락                        | 예선 탈락                        | 예선 탈락                        | 예선 탈락                        | 예선 탈락                        | 예선 탈락                        | 예선 탈락                        | 예선 탈락                        | 4                                          | 2                                          | 1                                          | 1                                          | 7                                          | 5                                          | 7                                          |
| 1994년                | 예선 탈락                        | 예선 탈락                        | 예선 탈락                        | 예선 탈락                        | 예선 탈락                        | 예선 탈락                        | 예선 탈락                        | 예선 탈락                        | 예선 탈락                        | 6                                          | 3                                          | 3                                          | 0                                          | 14                                         | 4                                          | 12                                         |
| 1998년                | 예선 탈락                        | 예선 탈락                        | 예선 탈락                        | 예선 탈락                        | 예선 탈락                        | 예선 탈락                        | 예선 탈락                        | 예선 탈락                        | 예선 탈락                        | 5                                          | 2                                          | 1                                          | 2                                          | 27                                         | 5                                          | 7                                          |
| 2002년                | 예선 탈락                        | 예선 탈락                        | 예선 탈락                        | 예선 탈락                        | 예선 탈락                        | 예선 탈락                        | 예선 탈락                        | 예선 탈락                        | 예선 탈락                        | 6                                          | 4                                          | 1                                          | 1                                          | 40                                         | 6                                          | 13                                         |
| 2006년                | 예선 탈락                        | 예선 탈락                        | 예선 탈락                        | 예선 탈락                        | 예선 탈락                        | 예선 탈락                        | 예선 탈락                        | 예선 탈락                        | 예선 탈락                        | 6                                          | 2                                          | 2                                          | 2                                          | 7                                          | 7                                          | 8                                          |
| 2010년                | 예선 탈락                        | 예선 탈락                        | 예선 탈락                        | 예선 탈락                        | 예선 탈락                        | 예선 탈락                        | 예선 탈락                        | 예선 탈락                        | 예선 탈락                        | 10                                         | 6                                          | 2                                          | 2                                          | 23                                         | 10                                         | 20                                         |
| 2014년                | 예선 도중 실격                   | 예선 도중 실격                   | 예선 도중 실격                   | 예선 도중 실격                   | 예선 도중 실격                   | 예선 도중 실격                   | 예선 도중 실격                   | 예선 도중 실격                   | 예선 도중 실격                   | 2                                          | 0                                          | 0                                          | 2                                          | 0                                          | 6                                          | 0                                          |
| 2018년                | 예선 탈락                        | 예선 탈락                        | 예선 탈락                        | 예선 탈락                        | 예선 탈락                        | 예선 탈락                        | 예선 탈락                        | 예선 탈락                        | 예선 탈락                        | 20                                         | 9                                          | 5                                          | 6                                          | 37                                         | 22                                         | 32                                         |
| 2022년                | 예선 탈락                        | 예선 탈락                        | 예선 탈락                        | 예선 탈락                        | 예선 탈락                        | 예선 탈락                        | 예선 탈락                        | 예선 탈락                        | 예선 탈락                        | 18                                         | 8                                          | 3                                          | 7                                          | 31                                         | 23                                         | 27                                         |
| 2026년                | 예선 탈락                        | 예선 탈락                        | 예선 탈락                        | 예선 탈락                        | 예선 탈락                        | 예선 탈락                        | 예선 탈락                        | 예선 탈락                        | 예선 탈락                        | 6                                          | 2                                          | 1                                          | 3                                          | 9                                          | 12                                         | 7                                          |
| 2030년                | 미정                             | 미정                             | 미정                             | 미정                             | 미정                             | 미정                             | 미정                             | 미정                             | 미정                             | 미정                                       | 미정                                       | 미정                                       | 미정                                       | 미정                                       | 미정                                       | 미정                                       |
| 2034년                | 미정                             | 미정                             | 미정                             | 미정                             | 미정                             | 미정                             | 미정                             | 미정                             | 미정                             | 미정                                       | 미정                                       | 미정                                       | 미정                                       | 미정                                       | 미정                                       | 미정                                       |
| 합계                  |                                  |                                  |                                  |                                  |                                  |                                  |                                  |                                  |                                  | 102                                        | 44                                         | 23                                         | 35                                         | 205                                        | 120                                        | 155                                        |
| 순위                  |                                  |                                  |                                  |                                  |                                  |                                  |                                  |                                  |                                  | 월드컵 예선 승점 순위 : 69위 (아시아 13위) | 월드컵 예선 승점 순위 : 69위 (아시아 13위) | 월드컵 예선 승점 순위 : 69위 (아시아 13위) | 월드컵 예선 승점 순위 : 69위 (아시아 13위) | 월드컵 예선 승점 순위 : 69위 (아시아 13위) | 월드컵 예선 승점 순위 : 69위 (아시아 13위) | 월드컵 예선 승점 순위 : 69위 (아시아 13위) |

## AFC 아시안컵
| AFC 아시안컵 본선 기록 | AFC 아시안컵 본선 기록        | AFC 아시안컵 본선 기록        | AFC 아시안컵 본선 기록        | AFC 아시안컵 본선 기록        | AFC 아시안컵 본선 기록        | AFC 아시안컵 본선 기록        | AFC 아시안컵 본선 기록        | AFC 아시안컵 본선 기록        | AFC 아시안컵 본선 기록        | AFC 아시안컵 예선 기록 | AFC 아시안컵 예선 기록 | AFC 아시안컵 예선 기록 | AFC 아시안컵 예선 기록 | AFC 아시안컵 예선 기록 | AFC 아시안컵 예선 기록 | AFC 아시안컵 예선 기록 |
| 년도                   | 결과                          | 순위                          | 경기                          | 승                            | 무*                           | 패                            | 득점                          | 실점                          | 승점                          | 경기                   | 승                     | 무*                    | 패                     | 득점                   | 실점                   | 승점                   |
| ---------------------- | ----------------------------- | ----------------------------- | ----------------------------- | ----------------------------- | ----------------------------- | ----------------------------- | ----------------------------- | ----------------------------- | ----------------------------- | ---------------------- | ---------------------- | ---------------------- | ---------------------- | ---------------------- | ---------------------- | ---------------------- |
| 1956년                 | 비회원국                      | 비회원국                      | 비회원국                      | 비회원국                      | 비회원국                      | 비회원국                      | 비회원국                      | 비회원국                      | 비회원국                      | 비회원국               | 비회원국               | 비회원국               | 비회원국               | 비회원국               | 비회원국               | 비회원국               |
| 1960년                 | 비회원국                      | 비회원국                      | 비회원국                      | 비회원국                      | 비회원국                      | 비회원국                      | 비회원국                      | 비회원국                      | 비회원국                      | 비회원국               | 비회원국               | 비회원국               | 비회원국               | 비회원국               | 비회원국               | 비회원국               |
| 1964년                 | 비회원국                      | 비회원국                      | 비회원국                      | 비회원국                      | 비회원국                      | 비회원국                      | 비회원국                      | 비회원국                      | 비회원국                      | 비회원국               | 비회원국               | 비회원국               | 비회원국               | 비회원국               | 비회원국               | 비회원국               |
| 1968년                 | 비회원국                      | 비회원국                      | 비회원국                      | 비회원국                      | 비회원국                      | 비회원국                      | 비회원국                      | 비회원국                      | 비회원국                      | 비회원국               | 비회원국               | 비회원국               | 비회원국               | 비회원국               | 비회원국               | 비회원국               |
| 1972년                 | 예선 탈락                     | 예선 탈락                     | 예선 탈락                     | 예선 탈락                     | 예선 탈락                     | 예선 탈락                     | 예선 탈락                     | 예선 탈락                     | 예선 탈락                     | 3                      | 0                      | 2                      | 1                      | 4                      | 5                      | 2                      |
| 1976년                 | 기권                          | 기권                          | 기권                          | 기권                          | 기권                          | 기권                          | 기권                          | 기권                          | 기권                          | 기권                   | 기권                   | 기권                   | 기권                   | 기권                   | 기권                   | 기권                   |
| 1980년                 | 조별리그                      | 5위                           | 4                             | 2                             | 1                             | 1                             | 3                             | 2                             | 7                             | 3                      | 2                      | 1                      | 0                      | 2                      | 0                      | 7                      |
| 1984년                 | 조별리그                      | 8위                           | 4                             | 1                             | 1                             | 2                             | 3                             | 5                             | 4                             | 5                      | 3                      | 0                      | 2                      | 9                      | 8                      | 9                      |
| 1988년                 | 조별리그                      | 6위                           | 4                             | 2                             | 0                             | 2                             | 2                             | 5                             | 6                             | 4                      | 3                      | 1                      | 0                      | 8                      | 2                      | 10                     |
| 1992년                 | 예선 탈락                     | 예선 탈락                     | 예선 탈락                     | 예선 탈락                     | 예선 탈락                     | 예선 탈락                     | 예선 탈락                     | 예선 탈락                     | 예선 탈락                     | 2                      | 1                      | 0                      | 1                      | 3                      | 4                      | 3                      |
| 1996년                 | 조별리그                      | 9위                           | 3                             | 1                             | 0                             | 2                             | 3                             | 6                             | 3                             | 4                      | 3                      | 0                      | 1                      | 6                      | 2                      | 9                      |
| 2000년                 | 예선 탈락                     | 예선 탈락                     | 예선 탈락                     | 예선 탈락                     | 예선 탈락                     | 예선 탈락                     | 예선 탈락                     | 예선 탈락                     | 예선 탈락                     | 6                      | 4                      | 1                      | 1                      | 11                     | 3                      | 13                     |
| 2004년                 | 예선 탈락                     | 예선 탈락                     | 예선 탈락                     | 예선 탈락                     | 예선 탈락                     | 예선 탈락                     | 예선 탈락                     | 예선 탈락                     | 예선 탈락                     | 6                      | 2                      | 1                      | 3                      | 16                     | 10                     | 7                      |
| 2007년                 | 예선 탈락                     | 예선 탈락                     | 예선 탈락                     | 예선 탈락                     | 예선 탈락                     | 예선 탈락                     | 예선 탈락                     | 예선 탈락                     | 예선 탈락                     | 6                      | 2                      | 2                      | 2                      | 10                     | 6                      | 8                      |
| 2011년                 | 조별리그                      | 11위                          | 3                             | 1                             | 0                             | 2                             | 4                             | 5                             | 3                             | 6                      | 4                      | 2                      | 0                      | 10                     | 2                      | 14                     |
| 2015년                 | 예선 탈락                     | 예선 탈락                     | 예선 탈락                     | 예선 탈락                     | 예선 탈락                     | 예선 탈락                     | 예선 탈락                     | 예선 탈락                     | 예선 탈락                     | 6                      | 1                      | 1                      | 4                      | 7                      | 7                      | 4                      |
| 2019년                 | 조별리그                      | 18위                          | 3                             | 0                             | 1                             | 2                             | 2                             | 5                             | 1                             | 8                      | 6                      | 0                      | 2                      | 26                     | 11                     | 18                     |
| 2023년                 | 16강                          | 14위                          | 4                             | 1                             | 2                             | 1                             | 2                             | 2                             | 5                             | 8                      | 7                      | 0                      | 1                      | 22                     | 7                      | 21                     |
| 2027년                 | 미정                          | 미정                          | 미정                          | 미정                          | 미정                          | 미정                          | 미정                          | 미정                          | 미정                          | 6                      | 2                      | 1                      | 3                      | 9                      | 12                     | 7                      |
| 합계                   | 7회 진출(7/18)                | 조별리그(5회)                 | 21                            | 7                             | 3                             | 11                            | 17                            | 28                            | 24                            | 73                     | 40                     | 12                     | 21                     | 143                    | 79                     | 132                    |
| 순위                   | AFC 아시안컵 역대 순위 : 13위 | AFC 아시안컵 역대 순위 : 13위 | AFC 아시안컵 역대 순위 : 13위 | AFC 아시안컵 역대 순위 : 13위 | AFC 아시안컵 역대 순위 : 13위 | AFC 아시안컵 역대 순위 : 13위 | AFC 아시안컵 역대 순위 : 13위 | AFC 아시안컵 역대 순위 : 13위 | AFC 아시안컵 역대 순위 : 13위 |                        |                        |                        |                        |                        |                        |                        |

## 하계 올림픽
| 올림픽 축구 기록 | 올림픽 축구 기록 | 올림픽 축구 기록 | 올림픽 축구 기록 | 올림픽 축구 기록 | 올림픽 축구 기록 | 올림픽 축구 기록 | 올림픽 축구 기록 | 올림픽 축구 기록 | 올림픽 축구 기록 |
| 년도             | 결과             | 순위             | 경기             | 승               | 무*              | 패               | 득점             | 실점             | 승점             |
| ---------------- | ---------------- | ---------------- | ---------------- | ---------------- | ---------------- | ---------------- | ---------------- | ---------------- | ---------------- |
| 1900년           | 독립 이전        | 독립 이전        | 독립 이전        | 독립 이전        | 독립 이전        | 독립 이전        | 독립 이전        | 독립 이전        | 독립 이전        |
| 1904년           | 독립 이전        | 독립 이전        | 독립 이전        | 독립 이전        | 독립 이전        | 독립 이전        | 독립 이전        | 독립 이전        | 독립 이전        |
| 1908년           | 독립 이전        | 독립 이전        | 독립 이전        | 독립 이전        | 독립 이전        | 독립 이전        | 독립 이전        | 독립 이전        | 독립 이전        |
| 1912년           | 독립 이전        | 독립 이전        | 독립 이전        | 독립 이전        | 독립 이전        | 독립 이전        | 독립 이전        | 독립 이전        | 독립 이전        |
| 1920년           | 독립 이전        | 독립 이전        | 독립 이전        | 독립 이전        | 독립 이전        | 독립 이전        | 독립 이전        | 독립 이전        | 독립 이전        |
| 1924년           | 독립 이전        | 독립 이전        | 독립 이전        | 독립 이전        | 독립 이전        | 독립 이전        | 독립 이전        | 독립 이전        | 독립 이전        |
| 1928년           | 독립 이전        | 독립 이전        | 독립 이전        | 독립 이전        | 독립 이전        | 독립 이전        | 독립 이전        | 독립 이전        | 독립 이전        |
| 1936년           | 독립 이전        | 독립 이전        | 독립 이전        | 독립 이전        | 독립 이전        | 독립 이전        | 독립 이전        | 독립 이전        | 독립 이전        |
| 1948년           | 불참             | 불참             | 불참             | 불참             | 불참             | 불참             | 불참             | 불참             | 불참             |
| 1952년           | 불참             | 불참             | 불참             | 불참             | 불참             | 불참             | 불참             | 불참             | 불참             |
| 1956년           | 불참             | 불참             | 불참             | 불참             | 불참             | 불참             | 불참             | 불참             | 불참             |
| 1960년           | 불참             | 불참             | 불참             | 불참             | 불참             | 불참             | 불참             | 불참             | 불참             |
| 1964년           | 불참             | 불참             | 불참             | 불참             | 불참             | 불참             | 불참             | 불참             | 불참             |
| 1968년           | 불참             | 불참             | 불참             | 불참             | 불참             | 불참             | 불참             | 불참             | 불참             |
| 1972년           | 불참             | 불참             | 불참             | 불참             | 불참             | 불참             | 불참             | 불참             | 불참             |
| 1976년           | 진출 실패        | 진출 실패        | 진출 실패        | 진출 실패        | 진출 실패        | 진출 실패        | 진출 실패        | 진출 실패        | 진출 실패        |
| 1980년           | 조별리그         | 15위             | 3                | 0                | 1                | 2                | 0                | 8                | 1                |
| 1984년           | 진출 실패        | 진출 실패        | 진출 실패        | 진출 실패        | 진출 실패        | 진출 실패        | 진출 실패        | 진출 실패        | 진출 실패        |
| 1988년           | 진출 실패        | 진출 실패        | 진출 실패        | 진출 실패        | 진출 실패        | 진출 실패        | 진출 실패        | 진출 실패        | 진출 실패        |
| 합계             | 1회 진출(1/18)   | 조별리그(1회)    | 3                | 0                | 1                | 2                | 0                | 8                | 1                |

## 아시안 게임
| 아시안 게임 기록 | 아시안 게임 기록      | 아시안 게임 기록      | 아시안 게임 기록      | 아시안 게임 기록      | 아시안 게임 기록      | 아시안 게임 기록      | 아시안 게임 기록      | 아시안 게임 기록      | 아시안 게임 기록      |
| 년도             | 결과                  | 순위                  | 경기                  | 승                    | 무*                   | 패                    | 득점                  | 실점                  | 승점                  |
| ---------------- | --------------------- | --------------------- | --------------------- | --------------------- | --------------------- | --------------------- | --------------------- | --------------------- | --------------------- |
| 1951년           | 불참                  | 불참                  | 불참                  | 불참                  | 불참                  | 불참                  | 불참                  | 불참                  | 불참                  |
| 1954년           | 불참                  | 불참                  | 불참                  | 불참                  | 불참                  | 불참                  | 불참                  | 불참                  | 불참                  |
| 1958년           | 아랍 연합 공화국 소속 | 아랍 연합 공화국 소속 | 아랍 연합 공화국 소속 | 아랍 연합 공화국 소속 | 아랍 연합 공화국 소속 | 아랍 연합 공화국 소속 | 아랍 연합 공화국 소속 | 아랍 연합 공화국 소속 | 아랍 연합 공화국 소속 |
| 1962년           | 아랍 연합 공화국 소속 | 아랍 연합 공화국 소속 | 아랍 연합 공화국 소속 | 아랍 연합 공화국 소속 | 아랍 연합 공화국 소속 | 아랍 연합 공화국 소속 | 아랍 연합 공화국 소속 | 아랍 연합 공화국 소속 | 아랍 연합 공화국 소속 |
| 1966년           | 불참                  | 불참                  | 불참                  | 불참                  | 불참                  | 불참                  | 불참                  | 불참                  | 불참                  |
| 1970년           | 불참                  | 불참                  | 불참                  | 불참                  | 불참                  | 불참                  | 불참                  | 불참                  | 불참                  |
| 1974년           | 불참                  | 불참                  | 불참                  | 불참                  | 불참                  | 불참                  | 불참                  | 불참                  | 불참                  |
| 1978년           | 불참                  | 불참                  | 불참                  | 불참                  | 불참                  | 불참                  | 불참                  | 불참                  | 불참                  |
| 1982년           | 조별리그              | 10위                  | 3                     | 0                     | 2                     | 1                     | 3                     | 5                     | 2                     |
| 1986년           | 불참                  | 불참                  | 불참                  | 불참                  | 불참                  | 불참                  | 불참                  | 불참                  | 불참                  |
| 1990년           | 불참                  | 불참                  | 불참                  | 불참                  | 불참                  | 불참                  | 불참                  | 불참                  | 불참                  |
| 1994년           | 불참                  | 불참                  | 불참                  | 불참                  | 불참                  | 불참                  | 불참                  | 불참                  | 불참                  |
| 1998년           | 불참                  | 불참                  | 불참                  | 불참                  | 불참                  | 불참                  | 불참                  | 불참                  | 불참                  |
| 합계             | 2회 진출(2/17)        | 조별리그(2회)         | 9                     | 2                     | 5                     | 2                     | 9                     | 7                     | 11                    |

## WAFF 챔피언십
| WAFF 챔피언십 기록 | WAFF 챔피언십 기록 | WAFF 챔피언십 기록 | WAFF 챔피언십 기록 | WAFF 챔피언십 기록 | WAFF 챔피언십 기록 | WAFF 챔피언십 기록 | WAFF 챔피언십 기록 | WAFF 챔피언십 기록 | WAFF 챔피언십 기록 |
| 년도               | 결과               | 순위               | 경기               | 승                 | 무*                | 패                 | 득점               | 실점               | 승점               |
| ------------------ | ------------------ | ------------------ | ------------------ | ------------------ | ------------------ | ------------------ | ------------------ | ------------------ | ------------------ |
| 2000년             | 준우승             | 2위                | 5                  | 2                  | 1                  | 2                  | 5                  | 2                  | 7                  |
| 2002년             | 준결승             | 4위                | 4                  | 1                  | 1                  | 2                  | 5                  | 6                  | 4                  |
| 2004년             | 준우승             | 2위                | 4                  | 1                  | 1                  | 2                  | 6                  | 13                 | 4                  |
| 2007년             | 준결승             | 3위                | 3                  | 2                  | 0                  | 1                  | 2                  | 3                  | 6                  |
| 2008년             | 준결승             | 3위                | 3                  | 1                  | 1                  | 1                  | 2                  | 3                  | 4                  |
| 2010년             | 예선탈락           | 7위                | 2                  | 0                  | 1                  | 1                  | 2                  | 3                  | 1                  |
| 2012년             | 우승               | 1위                | 4                  | 2                  | 2                  | 0                  | 5                  | 3                  | 8                  |
| 2014년             | 기권               | 기권               | 기권               | 기권               | 기권               | 기권               | 기권               | 기권               | 기권               |
| 2018년             | 본선 진출          | 본선 진출          | 본선 진출          | 본선 진출          | 본선 진출          | 본선 진출          | 본선 진출          | 본선 진출          | 본선 진출          |
| 합계               | 8회 출전(8/9)      | 우승(1회)          | 25                 | 9                  | 7                  | 9                  | 27                 | 33                 | 34                 |

## FIFA 아랍컵
| 아랍 네이션스컵 기록 | 아랍 네이션스컵 기록 | 아랍 네이션스컵 기록 | 아랍 네이션스컵 기록 | 아랍 네이션스컵 기록 | 아랍 네이션스컵 기록 | 아랍 네이션스컵 기록 | 아랍 네이션스컵 기록 | 아랍 네이션스컵 기록 | 아랍 네이션스컵 기록 |
| 년도                 | 결과                 | 순위                 | 경기                 | 승                   | 무*                  | 패                   | 득점                 | 실점                 | 승점                 |
| -------------------- | -------------------- | -------------------- | -------------------- | -------------------- | -------------------- | -------------------- | -------------------- | -------------------- | -------------------- |
| 1963년               | 결선리그             | 준우승               | 4                    | 3                    | 0                    | 1                    | 11                   | 3                    | 9                    |
| 1964년               | 불참                 | 불참                 | 불참                 | 불참                 | 불참                 | 불참                 | 불참                 | 불참                 | 불참                 |
| 1966년               | 준우승               | 2위                  | 5                    | 3                    | 1                    | 1                    | 9                    | 4                    | 10                   |
| 1985년               | 불참                 | 불참                 | 불참                 | 불참                 | 불참                 | 불참                 | 불참                 | 불참                 | 불참                 |
| 1988년               | 준우승               | 2위                  | 6                    | 2                    | 3                    | 1                    | 5                    | 5                    | 9                    |
| 1992년               | 준결승               | 4위                  | 4                    | 0                    | 3                    | 1                    | 2                    | 3                    | 3                    |
| 1998년               | 조별리그             | 12위                 | 2                    | 0                    | 0                    | 2                    | 1                    | 6                    | 0                    |
| 2002년               | 조별리그             | 5위                  | 4                    | 2                    | 0                    | 2                    | 8                    | 6                    | 6                    |
| 2012년               | 불참                 | 불참                 | 불참                 | 불참                 | 불참                 | 불참                 | 불참                 | 불참                 | 불참                 |
| 합계                 | 6회 출전(6/9)        | 준우승(3회)          | 25                   | 10                   | 7                    | 8                    | 36                   | 27                   | 37                   |

## 지중해 게임
| 지중해 게임 기록 | 지중해 게임 기록 | 지중해 게임 기록 | 지중해 게임 기록 | 지중해 게임 기록 | 지중해 게임 기록 | 지중해 게임 기록 | 지중해 게임 기록 | 지중해 게임 기록 | 지중해 게임 기록 |
| 년도             | 결과             | 순위             | 경기             | 승               | 무*              | 패               | 득점             | 실점             | 승점             |
| ---------------- | ---------------- | ---------------- | ---------------- | ---------------- | ---------------- | ---------------- | ---------------- | ---------------- | ---------------- |
| 1951년           | 결선리그         | 동메달           | 2                | 0                | 0                | 2                | 0                | 12               | 0                |
| 1955년           | 결선리그         | 4위              | 3                | 0                | 0                | 3                | 0                | 10               | 0                |
| 1959년           | 진출 실패        | 진출 실패        | 진출 실패        | 진출 실패        | 진출 실패        | 진출 실패        | 진출 실패        | 진출 실패        | 진출 실패        |
| 1963년           | 조별리그         | 8위              | 3                | 0                | 0                | 3                | 1                | 10               | 0                |
| 1967년           | 진출 실패        | 진출 실패        | 진출 실패        | 진출 실패        | 진출 실패        | 진출 실패        | 진출 실패        | 진출 실패        | 진출 실패        |
| 1971년           | 조별리그         | 7위              | 3                | 0                | 0                | 3                | 1                | 4                | 0                |
| 1975년           | 진출 실패        | 진출 실패        | 진출 실패        | 진출 실패        | 진출 실패        | 진출 실패        | 진출 실패        | 진출 실패        | 진출 실패        |
| 1979년           | 진출 실패        | 진출 실패        | 진출 실패        | 진출 실패        | 진출 실패        | 진출 실패        | 진출 실패        | 진출 실패        | 진출 실패        |
| 1983년           | 조별리그         | 8위              | 2                | 0                | 0                | 2                | 0                | 2                | 0                |
| 1987년           | 금메달           | 우승             | 5                | 4                | 1                | 0                | 13               | 3                | 13               |
| 1991년           | 진출 실패        | 진출 실패        | 진출 실패        | 진출 실패        | 진출 실패        | 진출 실패        | 진출 실패        | 진출 실패        | 진출 실패        |
| 1993년           | 진출 실패        | 진출 실패        | 진출 실패        | 진출 실패        | 진출 실패        | 진출 실패        | 진출 실패        | 진출 실패        | 진출 실패        |
| 1997년           | 진출 실패        | 진출 실패        | 진출 실패        | 진출 실패        | 진출 실패        | 진출 실패        | 진출 실패        | 진출 실패        | 진출 실패        |
| 2001년           | 진출 실패        | 진출 실패        | 진출 실패        | 진출 실패        | 진출 실패        | 진출 실패        | 진출 실패        | 진출 실패        | 진출 실패        |
| 2005년           | 진출 실패        | 진출 실패        | 진출 실패        | 진출 실패        | 진출 실패        | 진출 실패        | 진출 실패        | 진출 실패        | 진출 실패        |
| 2009년           | 조별리그         | 9위              | 2                | 0                | 1                | 1                | 1                | 5                | 1                |
| 2013년           | 진출 실패        | 진출 실패        | 진출 실패        | 진출 실패        | 진출 실패        | 진출 실패        | 진출 실패        | 진출 실패        | 진출 실패        |
| 2018년           |                  |                  |                  |                  |                  |                  |                  |                  |                  |
| 합계             | 7회 진출(7/17)   | 금메달(1회)      | 20               | 4                | 2                | 14               | 16               | 46               | 14               |

## 판 아랍 게임
| 판 아랍 게임 기록 | 판 아랍 게임 기록 | 판 아랍 게임 기록 | 판 아랍 게임 기록 | 판 아랍 게임 기록 | 판 아랍 게임 기록 | 판 아랍 게임 기록 | 판 아랍 게임 기록 | 판 아랍 게임 기록 | 판 아랍 게임 기록 |
| 년도              | 결과              | 순위              | 경기              | 승                | 무*               | 패                | 득점              | 실점              | 승점              |
| ----------------- | ----------------- | ----------------- | ----------------- | ----------------- | ----------------- | ----------------- | ----------------- | ----------------- | ----------------- |
| 1953년            | 은메달            | 준우승            | 3                 | 1                 | 1                 | 1                 | 3                 | 5                 | 4                 |
| 1957년            | 금메달            | 우승              | 5                 | 2                 | 2                 | 1                 | 10                | 6                 | 8                 |
| 1961년            | 불참              | 불참              | 불참              | 불참              | 불참              | 불참              | 불참              | 불참              | 불참              |
| 1965년            | 조별리그          | 5위               | 4                 | 2                 | 0                 | 2                 | 20                | 8                 | 6                 |
| 1976년            | 동메달            | 3위               | 6                 | 3                 | 1                 | 2                 | 6                 | 4                 | 10                |
| 1985년            | 조별리그          | 10위              | 2                 | 0                 | 0                 | 2                 | 0                 | 4                 | 0                 |
| 1992년            | 준결승            | 4위               | 4                 | 0                 | 3                 | 1                 | 2                 | 3                 | 3                 |
| 1997년            | 은메달            | 준우승            | 5                 | 4                 | 0                 | 1                 | 9                 | 5                 | 12                |
| 1999년            | 8강               | 7위               | 4                 | 0                 | 4                 | 0                 | 5                 | 5                 | 4                 |
| 2004년            | 축구 종목 제외    | 축구 종목 제외    | 축구 종목 제외    | 축구 종목 제외    | 축구 종목 제외    | 축구 종목 제외    | 축구 종목 제외    | 축구 종목 제외    | 축구 종목 제외    |
| 2007년            | 불참              | 불참              | 불참              | 불참              | 불참              | 불참              | 불참              | 불참              | 불참              |
| 2011년            | 기권              | 기권              | 기권              | 기권              | 기권              | 기권              | 기권              | 기권              | 기권              |
| 합계              | 8회 진출(8/11)    | 금메달(1회)       | 33                | 12                | 11                | 10                | 55                | 40                | 47                |

## 아프리카 네이션스컵 기록
시리아는 이집트와의 통일(아랍 연합 공화국)에 맞추어 같은 이름의 단일팀으로 아래와 같이 1회 출전하였다.
- 1959년 - 우승[2]

## 주요 선수
- 이브라힘 알마
- 모아야드 아잔
- 아흐마드 알살레
- 마흐무드 알마와스
- 오마르 크르빈
- 오마르 알소마

## 역대 감독
| 감독                | 임기        |
| ------------------- | ----------- |
| 니자르 마흐루스     | 2004        |
| 라토미르 두이코비치 | 2010        |
| 아이만 하킴         | 2010 ~ 2011 |
| 니자르 마흐루스     | 2011 ~ 2012 |
| 아이만 하킴         | 2015 ~ 2017 |
| 니자르 마흐루스     | 2021        |
| 엑토르 쿠페르       | 2023 ~ 2024 |

## 같이 보기
- 시리아 U-23 축구 국가대표팀
- 시리아 U-17 축구 국가대표팀
- 시리아 여자 축구 국가대표팀